# Prix de Milan
Prix de Milan är ett travlopp för fyraåriga varmblodiga hingstar som körs på Hippodrome d'Enghien-Soisy i Enghien-les-Bains norr om Paris i Frankrike varje år i juli. Det är ett Grupp 3-lopp, det vill säga ett lopp av tredje högsta internationella klass. Loppet körs sedan över distansen 2150 meter och förstapriset är 40 500 euro.

## Vinnare
| År   | Häst               | Födelseland   | Efter              | Kusk                  | Tränare             | Tid    |
| ---- | ------------------ | ------------- | ------------------ | --------------------- | ------------------- | ------ |
| 2024 | Edgar Saba         | Italien       | Exploit Caf        | Gabriele Gelormini    | Erik Bondo          | 1.11,8 |
| 2023 | Justin Bold        | Frankrike     | Bold Eagle         | Jean François Senet   | Jean Rémi Delliaux  | 1.12,2 |
| 2022 | Iway               | Frankrike     | Look de Star       | Gabriele Gelormini    | Sébastien Guarato   | 1.11,2 |
| 2021 | Hooker Berry       | Frankrike     | Booster Winner     | Jean-Michel Bazire    | Franck Leblanc      | 1.12,8 |
| 2020 | Go On Boy          | Frankrike     | Password           | Romain Derieux        | Romain Derieux      | 1.12,9 |
| 2019 | Feliciano          | Frankrike     | Ready Cash         | Éric Raffin           | Philippe Allaire    | 1.11,3 |
| 2018 | Broadwell          | Nederländerna | Conway Hall        | Matthieu Abrivard     | Paul Hagoort        | 1.13,3 |
| 2017 | Django Riff        | Frankrike     | Ready Cash         | Yoann Lebourgeois     | Philippe Allaire    | 1.13,0 |
| 2016 | Traders            | Italien       | Ready Cash         | David Thomain         | Philippe Allaire    | 1.12,6 |
| 2015 | Bird Parker        | Frankrike     | Ready Cash         | Jos Verbeeck          | Philippe Allaire    | 1.13,0 |
| 2014 | Athos des Elfes    | Frankrike     | Ganymede           | Joel Van Eeckhaute    | Joel Van Eeckhaute  | 1.11,3 |
| 2013 | Princess Grif      | Italien       | Varenne            | Franck Nivard         | Fabrice Souloy      | 1.13,1 |
| 2012 | Univers de Pan     | Frankrike     | Kenya du Pont      | Philippe Daugeard     | Philippe Daugeard   | 1.13,7 |
| 2011 | The Best Madrik    | Frankrike     | Coktail Jet        | Jean-Étienne Dubois   | Jean-Étienne Dubois | 1.13,5 |
| 2010 | Sinko du Vivier    | Frankrike     | Hand du Vivier     | Christophe Martens    | Vincent Martens     | 1.14,1 |
| 2009 | Lisa America       | Italien       | Varenne            | Andrea Guzzinati      | Jerry Riordan       | 1.13,3 |
| 2008 | Igor Font          | Sverige       | Andover Hall       | Jean Michel Bazire    | Fabrice Souloy      | 1.12,2 |
| 2007 | Russel November    | Tyskland      | General November   | Hugo Langeweg J:r     | Hugo Langeweg       | 1.13,6 |
| 2006 | Faliero As         | Italien       | Lemon Dra          | Mauro Baroncini       | Mauro Baroncini     | 1.13,4 |
| 2005 | Nuage Noir         | Frankrike     | Cyrus Buissonnay   | Thierry Duvaldestin   | Thierry Duvaldestin | 1.14,0 |
| 2004 | Daguet Rapide      | Italien       | Pine Chip          | Jean-Étienne Dubois   | Maurizio Grosso     | 1.15,9 |
| 2003 | Love You           | Frankrike     | Coktail Jet        | Jean-Pierre Dubois    | Jean-Pierre Dubois  | 1.14,2 |
| 2002 | Kerido du Donjon   | Frankrike     | Coktail Jet        | Pierre Levesque       | Jean Luc Janvier    | 1.13,7 |
| 2001 | Jasmin de Flore    | Frankrike     | Vivier de Montfort | Jean Michel Bazire    | Michael Jean Ruault | 1.13,1 |
| 2000 | Ivory Pearl        | Frankrike     | Coktail Jet        | Jean Michel Bazire    | Jean Luc Janvier    | 1.15,3 |
| 1999 | Holly du Locton    | Frankrike     | Viking's Way       | Jean Paul Piton       | Philippe Allaire    | 1.15,8 |
| 1998 | Général du Pommeau | Frankrike     | Sebrazac           | Jules Lepennetier     | Jules Lepennetier   | 1.16,0 |
| 1997 | Full Account       | Frankrike     | Passionnant        | Jean-Étienne Dubois   | Jean-Étienne Dubois | 1.14,0 |
| 1996 | Erestan des Rondes | Frankrike     | Florestan          | Jos Verbeeck          | Ulf Nordin          | 1.14,7 |
| 1995 | Dea Josselyn       | Frankrike     | Armbro Goal        | Jean-Étienne Dubois   | Jean-Étienne Dubois | 1.14,5 |
| 1994 | Camino             | Frankrike     | Firstly            | Jean-Pierre Dubois    | Jean-Pierre Dubois  | 1.15,2 |
| 1993 | Buvetier d'Aunou   | Frankrike     | Royal Prestige     | Jean-Pierre Dubois    | Jean-Pierre Dubois  | 1.15,7 |
| 1992 | Holley Antony      | Tyskland      | Graf Zepplin       | Michael Schmid        | Heiko Schwarma      | 1.15,7 |
| 1991 | Chergon            | Tyskland      | Graf Zepplin       | Heinz Wewering        | Heinz Wewering      | 1.15,6 |
| 1990 | Une de Rio         | Frankrike     | Florestan          | Jean-Étienne Dubois   | Lorenzo Talpo       | 1.16,4 |
| 1989 | Tabac Blond        | Frankrike     | Kidy               | Bernard Bedeloup      | Bernard Bedeloup    | 1.16,2 |
| 1988 | Napolitano         | Sverige       | Super Bowl         | Stig H. Johansson     | Stig H. Johansson   | 1.15,4 |
| 1987 | Every Way          | Italien       | Kepi Vert          | Wilhelm Paal          | Wilhelm Paal        | 1.15,9 |
| 1986 | Quel Jour          | Frankrike     | Paleo              | Michel Marcel Gougeon | Ulf Nordin          | 1.16,7 |
| 1985 | Peccadille         | Frankrike     | Florestan          | Ulf Nordin            | Ulf Nordin          | 1.17,6 |
| 1984 | Ogorek             | Frankrike     | Borgia III         | Michel Roussel        | Jean Lou Peupion    | 1.19,3 |
| 1983 | Mickey Viking      | Sverige       | Bonefish           | Stig H. Johansson     | Stig H. Johansson   | 1.18,1 |
| 1982 | Mon Tourbillon     | Frankrike     | Amyot              | Jean-Pierre Viel      | Jean-Pierre Viel    | 1.18,7 |
| 1981 | Lutin d'Isigny     | Frankrike     | Firstly            | Jean-Paul André       | Jean-Paul André     | 1.19,0 |
| 1980 | Kaho des Castelets | Frankrike     | Effiat             | Jan Kruithof          | Jan Kruithof        | 1.20,7 |
| 1979 | Jackson            | Frankrike     | Kerjacques         | Jean Riaud            | Jean Riaud          | 1.21,0 |
| 1978 | Idéal du Gazeau    | Frankrike     | Alexis III         | Eugène Lefèvre        | Eugène Lefèvre      | 1.19,2 |